# Мороу (окръг, Орегон)
Окръг Мороу (на английски: Morrow County) е окръг в щата Орегон, Съединени американски щати. Площта му е 5302 km², а населението - 10996 души (2000). Административен център е град Хепнър.

## Градове
- Айони
- Бордман
- Иригън
- Лексингтон